# Les Monos
 (février 2023).
Si vous disposez d'ouvrages ou d'articles de référence ou si vous connaissez des sites web de qualité traitant du thème abordé ici, merci de compléter l'article en donnant les références utiles à sa vérifiabilité et en les liant à la section « Notes et références ».
Les Monos est une série télévisée française en 18 épisodes de 90 minutes créée par Christian Rauth et Daniel Rialet et diffusée du 3 mars 1999 au 27 octobre 2004 sur France 2. La série fut rediffusée sur NRJ 12 dès 2007, puis en 2009 sur Série Club.

## Synopsis
Les Monos sont deux éducateurs chevronnés qui viennent en aide à des adolescents en difficulté en organisant des stages lors des vacances scolaires. Chaque épisode est l'occasion de raconter le stage souvent mouvementé d'un groupe de quelques jeunes dans différents coins de la France (y compris dans les départements d'Outre-Mer, comme à la Réunion), ils sont épaulés dans cette tâche par Diouk le mono stagiaire.

## Distribution
Les Monos
Épisodes 1 à 8 :
- Christian Rauth : Manu
- Daniel Rialet : JP

Épisodes 9 à 11 :
- Thierry Redler : Luc
- Éric Metayer : Loïc

Épisodes 12 à 18 :
- Jean-Claude Adelin : Ben
- Marc Duret : Lino

La présidente (Margot) :
- Éva Darlan : Margot (épisodes 1 à 5 et 8)

Le mono stagiaire Diouk :
- Jonathan Tiecoura : Diouk (épisodes 1, 4, 6 à 13)

## Épisodes

### Saison 1 (1999)
1. La Vallée des légendes
Invités :
- Jean-Pierre Germain (Étienne)
- Thomas Salsmann (Rémi)
- Linda Bouhenni (Paméla)
- Anne-Lise Calvez (Soazic)
- Eric Da Silva (Pavel)
- Mohamed Hicham (Matéo)
- Cyril Mourali (Ariel)
- Georges Besombes(Le motard)
- Dhelia Rudnik (Rose)
- Thiam Aïssatou (Marie-Jo)

2. Le Responsable (28 avril 1999)
3. La Meute (15 décembre 1999)
Invités (épisodes 2 et 3) :
- Romain De Vos (Luis)
- Alexandre Verbois (Marc)
- Camille Vincent (Adeline)
- Jean-Louis Decoster (Kevin)
- Laurence Lerel (Agnès)
- Mhaïdra Devaux (Juju)
- Djamba Jr. (Momo)
- Marilyn Beugnies (Léa)

### Saison 2 (2000)
4. Quand ça t'arrive (2000) 
Synopsis : Manu et JP en accord avec les ados ont décidé de partir au secours d'une amie de l'un d'eux, Stéphane qui est la cible d'un voisin belliqueux qui voit en elle une adversaire de choc. En chemin, Manu découvre que sa fille, Julia s'est jointe au groupe. Elle voudrait en fait avoir une discussion de fonds avec son père qui en toute bonne foi, reste insensible à ses appels du pied, discussion relative à ses rapports avec sa mère et surtout son beau père.
Invités :
- Astrid Veillon (Malou)
- Catherine Leprince (Inès)
- Clémence Poésy (Julia)
- Jordan Naim (Kent)
- Sonja Codhant (Luna)
- Elise Perrier (Katia)
- Anne-Sophie Morillon (Lila)
- Vincent Gauthier (Edmond)
- Fethi Grid (Mimoun)

5. Jeu de lois
Synopsis : Les monos, Manu et JP, se rendent dans les Landes pour un stage de karting et de mécanique avec une bande d'adolescents en difficulté, parmi lesquels se trouve Bruno Deguerre, le fils d'un détenu qui, depuis la condamnation injuste de son père, nourrit une véritable haine de justice.
À leur arrivée, ils sont accueillis par Margot, leur juge de tutelle, et Laurence, une juge dont le fils Germain est chargé de les initier au karting, mais aussi à un parcours de la citoyenneté qui inclut des jeux de rôle sur le thème de la justice.
Pour ces jeunes qui ont tous rencontré un juge au moins une fois dans leur vie, il s'agit de comprendre les rouages intérieurs de l'institution.
Invitée : Gabrielle Forest (Laurence)

### Saison 3 (2001)
6. La solidaire
Synopsis : Épaulés par leur stagiaire Diouk, les Monos emmènent leur groupe d'adolescents à l'île de la Réunion pour participer à une course de VTT.
Au programme du séjour : entraînement intensif, repérage du parcours de la course, camping sauvage et bivouac. L'expédition commence mal : à l'aéroport, il manque un adolescent, Loïc. Et J.P. semble d'une humeur massacrante : depuis quelques jours, le truand à l'origine de la mort de son frère en prison vient de recouvrer la liberté...
Flo, la sœur de Loïc, une adolescente charmante et de grande beauté, profite du voyage pour échapper au réseau de prostitution qui la fait travailler.
Invités :
- Jan Vancoillie (Loïc)
- Elsa Kikoïne (Flo)
- Erwan Baynaud (Charlie)

7. Plongée interdite
Synopsis : Manu et JP décident de faire participer un groupe d'adolescents en difficulté à des recherches sous marines dans l'Île de la Réunion. Plusieurs incidents vont gravement perturber le groupe.
8. Force 2

### Saison 4 (2002)
9. Jamais prêt
10. La Loi du silence

### Saison 5 (2003)
11. L'esprit d'équipe
Synopsis : Quelle n'est pas la surprise de Luc, lorsqu'il s'aperçoit que le groupe de jeunes qu'il accompagne n'est pas celui qui était prévu à l'origine.
En effet, à son insu, son compère Loïc a «échangé» le groupe d'adolescents de banlieue prévu contre un groupe de jeunes sportifs de haut niveau, dont le moral et la morale... laissent à désirer. C'est véritablement la panique.
Invités :
- Micheline Dax (Germaine)
- Eglantine Rembauville (Maroussia)
- Romain Redler (Thomas)
- Audrey Hamm (Maryse)
- Barthélémy Grossmann (Marc)
- Kevin Alcouffe (Fred)

### Saison 6 (2004)
12. La loi du plus fort
Invités :
- Julie Dray (Myriam)
- Ludovic Bordas (Joran)
- Isabelle Petit-Jacques (Sœur Marie-Josèphe)
- Cédric Grondin (Sébastien)
- Johan Lauret (Tony)
- Xavier Rierny (Rémy)

13. Les trois frères
Invités :
- Julien Bichet (Thomas)
- Anthony Decadi (Jérémy)
- Julien Jaubert (Kévin)
- Eric Franquelin (Pierre Fourcade)
- Julie Cavanna (Juliette Fourcade)
- Julie Daly-Erraya (Mina Fourcade)
- Rocaya Caroff (Sandra Fourcade)
- Alex Gador (Victor)
- Marie-Thérèse Andriana (Grand-mère Diouk)
- Marie-Paul Calcine (Émilie)
- Stéphane Nuty (Le juge)

14. Un autre souffle
Invités :
- Cécile Hercule (Nema)
- Tom Hygreck (Kevin)
- Tatiana Pereira Dialo (Faty)
- Vladimir Toussaint (Décibel)
- Swann Arlaud (Double L)
- Frank Berjot (Gaël)
- Emilie Alibert (Simone)
- Christian Sinniger (Jean-Claude)
- Patrick Marty (Michel)
- Lisa Couvelaire (Fille bosniaque)

### Saison 7 (2005)
15. Comme frère et sœur
Invité :
- Laurent Cazanave (David)

16. Personne ne m'aime
17. À quoi rêvent les jeunes filles
18. Le Secret de Saïd

## Commentaires
La série a été créée par Christian Rauth et Daniel Rialet qui ont ensuite lancé une deuxième série née de leur collaboration avec TF1, Père et Maire. Après avoir assuré les rôles des monos jusqu'en 2001 (à l'exception de quelques épisodes en 2002 lors du lancement de Père et Maire durant lesquels Thierry Redler et Éric Métayer ont pris la relève), ce sont Jean-Claude Adelin et Marc Duret qui termineront la série en 2005.
Pour mémoire, Daniel Rialet est décédé à Paris, le 11 avril 2006 d'une crise cardiaque.